# Lorcha (község)
Lorcha (valenciai nyelven L'Orxa) egy község Spanyolországban, Alicante tartományban. Lakosainak száma 581 fő (2024). Lorcha Beniarrés, Planes, Vall de Gallinera, Aielo de Rugat, Castelló de Rugat, Montichelvo, Salem, Terrateig és Villalonga községekkel határos.

## Népesség
A település lakosságának változását az alábbi diagram mutatja:
| Lakosok száma | 761  | 735  | 743  | 749  | 754  | 676  | 627  | 578  | 584  | 581  |
|               | 2001 | 2004 | 2006 | 2009 | 2011 | 2014 | 2016 | 2019 | 2021 | 2024 |